# Leiophron reclinator
Leiophron reclinator är en stekelart som först beskrevs av Johannes Friedrich Ruthe 1856.  Leiophron reclinator ingår i släktet Leiophron och familjen bracksteklar. Inga underarter finns listade i Catalogue of Life.